# ساكن الحرج الأسود
ساكن الحرج الأسود أو بيبرية سوداء (الاسم العلمي: Bebearia abesa)،نوع من الفراشات التي تتبع جنس ساكن الحرج وفصيلة الحورائيات. توجد في سراليون وليبيريا وساحل العاج وغانا ونيجيريا والكاميرون وغابون وجمهورية الكونغو وجمهورية الكونغو الديمقراطية وأوغندا.

## النويعات
- Bebearia abesa abesa (سيراليون وليبيريا وساحل العاج وغانا ونيجيريا والكاميرون وغابون والكونغو وجمهورية الكونغو الديمقراطية: مايومبي وأوبانجي ومونغالا وتوبو وتشوابا وسانكورو)
- Bebearia abesa pandera Hecq, 1988 (غرب أوغندا، جمهورية الكونغو الديمقراطية: يولي)